# 卡薩芒斯
卡薩芒斯（法語：Casamance，法語發音：[kɑ.za.mɑ̃s]）是西非國家塞內加爾西南部的一個狹長地區，位處鄰國岡比亞和幾內亞比索之間。在行政區劃上包括了濟金紹爾區和科爾達區，面積約21011平方公里，最大城市是濟金紹爾。目前該地區存在分离主义运动，最主要的分离主义組織是卡萨芒斯民主力量运动，曾与塞內加爾中央政府发生武裝衝突。

一些卡薩芒斯分离主义组织使用的旗幟

13°00′55″N 15°19′04″W / 13.01526°N 15.31769°W